# Antonio da Monza
Antonio da Monza var en italiensk bogmaler, der virkede ca. 1500 i Milano. Han stammede fra Monza i Lombardiet og tilhørte Franciskanerordenen. 
Antonio da Monza kunne identificeres ved sin signatur i bemalet en messebog, Festmissalen til pave Alexander VI . Titelbladet og enkelte andre blade herfra findes i Albertina i Wien. En messebog med hyldest til Jesus, beregnet for højtidelighederne ved påske findes på J.Paul Getty-museet. 